# Michael Bennet
Michael Farrand Bennet (født 1964 i New Delhi i Indien) er en amerikansk politiker.
Bennet var kandidat til at blive Demokraternes præsidentkandidat til præsidentvalget i november 2020. Han havde problemer med at slå ordentligt igennem til vælgerskaren og trak sig derfor den 11. februar 2020.

## Levned
Bennets far Douglas Bennet var da sønnen blev født rådgiver for den daværende amerikanske ambassadør i Indien, Chester B. Bowles, og boede derfor med sin kone Susanne Bennet i Indien. Senere arbejdede Bennet senior som rådgiver for den amerikanske vicepræsident Hubert H. Humphrey.
Michael Bennet voksede for det meste op i Washington, D.C.. Han viste politisk interesse og var i skoleferien bud i USAs kongres. Han tog sin uddannelse ved Wesleyan University og Yale University.
Bennets politiske karriere begyndte under Bill Clintons regeringstid, da han som knap 30 år gammel blev rådgiver til vicejustisminister Philip Heymann. Under Jamie Gorelick og Eric Holder fortsatte han i den funktion. Også faren Douglas arbejdede for Clinton, som viceudenrigsminister for internationale forbindelser.
I oktober 1997 blev Bennet gift med med statsadvokat Susan Daggett. De bosatte sig i 2001 i Denver (Colorado).
Michael Bennets blev i januar 2009, af guvernør Bill Ritter som efterfølger for Ken Salazar som demokratisk senator for Colorado. Salazar var blevet udpeget af Barack Obama til indenrigsminister.